# مریلین هکر
مریلین هکر (زادهٔ ۲۷ نوامبر ۱۹۴۲) یک شاعر، مترجم و منتقد آمریکایی است. او استاد بازنشستهٔ زبان انگلیسی در کالج شهری نیویورک است.
کتاب‌های شعر او شامل قطعهٔ ارائه (۱۹۷۴)، که برندهٔ جایزه ملی کتاب شد، عشق، مرگ و تغییر فصل‌ها (۱۹۸۶) و بازگشت به رودخانه (۱۹۹۰) هستند. در سال ۲۰۰۳، هکر برندهٔ جایزه ترجمه ویلیس بارنستون شد. در سال ۲۰۰۹، او برندهٔ جایزه پن برای شعر در ترجمه برای کتاب پادشاه صد سوارکار اثر ماری اتین شد، که همچنین اولین جایزهٔ ترجمه رابرت فاگلز از مجموعه ملی شعر را دریافت کرد. در سال ۲۰۱۰، او جایزه پن‌وولکر برای شعر را دریافت کرد. او در سال ۲۰۱۳ برای جایزه پن برای شعر در ترجمه به‌خاطر ترجمهٔ داستان‌های یک سر بریده اثر راشیدا مدنی نامزد شد.

## اوایل زندگی و تحصیلات
هکر در برانکس، نیویورک، به‌عنوان تنها فرزند والدین مهاجر یهودی به دنیا آمد و بزرگ شد. پدرش مشاور مدیریت و مادرش معلم بود. هکر در دبیرستان علوم برانکس تحصیل کرد، جایی که با همسر آینده‌اش، ساموئل آر. دلانی، که بعدها نویسندهٔ مشهور علمی-تخیلی شد، آشنا شد. او در سن پانزده سالگی وارد دانشگاه نیویورک شد (کارشناسی، ۱۹۶۴). سه سال بعد، هکر و دلانی از نیویورک به دیترویت، میشیگان رفتند و ازدواج کردند. در حرکت نور در آب، دلانی گفت که آن‌ها در دیترویت ازدواج کردند زیرا قوانین سن رضایت و همچنین نژاد آن‌ها مانع ازدواج در بسیاری از ایالت‌های آمریکا می‌شد: «تنها دو ایالت در کشور وجود داشت که ما می‌توانستیم به‌طور قانونی ازدواج کنیم. نزدیک‌ترین آن‌ها میشیگان بود.» آن‌ها در ایست ویلیج، منهتن نیویورک ساکن شدند. دخترشان، ایوا هکر-دلانی، در سال ۱۹۷۴ به دنیا آمد. هکر و دلانی پس از سال‌ها جدایی، در سال ۱۹۸۰ از یکدیگر طلاق گرفتند، اما همچنان دوست باقی ماندند. هکر خود را همجنس‌گرا معرفی کرده است، و دلانی نیز از دوران نوجوانی خود را یک مرد همجنس‌گرا معرفی کرده است.
در دههٔ ۱۹۶۰ و ۱۹۷۰، هکر عمدتاً در حوزهٔ ویراستاری تجاری فعالیت داشت.   او در سال ۱۹۶۴ با مدرک کارشناسی زبان‌های رمانس فارغ‌التحصیل شد.

## حرفه
نخستین انتشار هکر در دانشگاه کرنل در مجله اپوچ بود. پس از نقل‌مکان به لندن در سال ۱۹۷۰، او از طریق صفحات مجله لندن و امبیت مخاطبانی پیدا کرد. او و همسرش مجله کوآرک: فصلنامه‌ای از داستان‌های گمانه‌زن را ویرایش کردند (۴ شماره؛ ۱۹۷۰–۷۱). 
نخستین کار قابل‌توجه او زمانی بود که ریچارد هاوارد، سردبیر وقت نیو آمریکن ریویو، سه شعر از هکر را برای انتشار پذیرفت.
در سال ۱۹۷۴، زمانی که ۳۱ ساله بود، قطعه‌ای برای ارائه توسط انتشارات وایکینگ پرس منتشر شد. این کتاب یک انتخاب شعر لامونت از آکادمی شاعران آمریکا بود و جایزه ملی کتاب برای شعر را دریافت کرد. مجموعه شماره‌های زمستان که به از دست دادن بسیاری از دوستانش به دلیل ایدز و مبارزه شخصی او با سرطان پستان می‌پردازد، برنده جایزه ادبی لامبدا و جایزه لنور مارشال از نیشن شد. مجموعه اشعار برگزیده ۱۹۶۵–۱۹۹۰ در سال ۱۹۹۶ جایزه شاعران را دریافت کرد و میدان‌ها و حیاط‌ها برنده جایزه آدری لرد در سال ۲۰۰۱ شد. او در سال ۲۰۰۴ جایزه‌ای در ادبیات از آکادمی هنرها و ادبیات آمریکا دریافت کرد.
هکر غالباً در شعرهایش از قالب‌های سخت‌گیرانه شعری استفاده می‌کند؛ به‌عنوان مثال، در عشق، مرگ و تغییر فصول که یک رمان منظوم در قالب سونت است. او همچنین به‌عنوان استادی در قالب‌های فرانسوی مانند روندو و ویلنل شناخته می‌شود.
در سال ۱۹۹۰، او نخستین سردبیر تمام‌وقت کنیون ریویو شد، سمتی که تا سال ۱۹۹۴ در اختیار داشت. گفته شده که او دامنه این فصل‌نامه را گسترش داد تا دیدگاه‌های اقلیت‌ها و گروه‌های حاشیه‌نشین بیشتری را در بر بگیرد.
در مقاله‌ای در سال ۲۰۰۵ درباره موضوع غذا و نوشیدنی در اشعار هکر، پژوهشگر ماری بیگز آثار او را به سه مضمون متناقض اما درهم‌تنیده تقسیم می‌کند: (۱) عشق و سکس؛ (۲) سفر، تبعید، دیاسپورا—در تقابل با خانواده، اجتماع، و خانه؛ و (۳) ارتباط جاودانه و، از نظر او، همواره مثبت زنان با مراقبت و خانه‌داری در وسیع‌ترین مفهوم آن.
هکر از سال ۲۰۰۸ تا ۲۰۱۴ یکی از اعضای هیئت صدراعظمی آکادمی شاعران آمریکا بود.
هکر در نیویورک و پاریس زندگی می‌کند و از تدریس در کالج شهر نیویورک و مرکز تحصیلات تکمیلی دانشگاه شهری نیویورک بازنشسته شده است.
یکی از اشعار هکر در کتاب صبحانه‌ای بهشتی، خاطرات ساموئل دلانی از یک کمون در دهکده گرینویچ در سال ۱۹۶۷ بازنشر شده است. همچنین، در زندگی‌نامه او حرکت نور در آب و در مجموعه خاطراتش دفاتر خاطرات ساموئل آر. دلانی: در جستجوی سکوت (جلد ۱، ۱۹۵۷–۱۹۶۹)، ویرایش شده توسط کنت آر. جیمز (انتشارات دانشگاه وسلیان، ۲۰۱۷) به هکر اشاره شده است.
هکر در سال ۲۰۱۲ یکی از داوران جایزه بقراط برای شعر و پزشکی بود. در سال ۲۰۱۳، به تالار مشاهیر نویسندگان نیویورک راه یافت. در سال ۲۰۱۴، او اثری مشترک با شاعر فلسطینی-آمریکایی، دیما شهّابی، در قالب یک رنکای ژاپنی منتشر کرد. این کتاب با نام دیاسپو/رنکا: همکاری در رنکای متناوب به سفر احساسی زندگی در تبعید می‌پردازد.
در نقدی بر مجموعه آینه‌ای غریب (۲۰۱۵)، کارول موسک-دوک اظهار داشت که هکر هنوز به‌عنوان یکی از نوآورترین شاعران امروز، آن‌گونه که شایسته است، شناخته نشده است.
در نقدی ستایش‌آمیز بر مجموعه نشان‌ها (۲۰۱۹)، ای. ام. جاستر نوشت که هیچ شاعری که به زبان انگلیسی می‌نویسد، بیش از مرلین هکر مستحق دریافت جایزه نوبل ادبیات نیست.